# Orthocerida
Gli Orthocerida sono un ordine di molluschi cefalopodi estinti, appartenenti alla sottoclasse Nautiloida. Sono conosciuti dall'Ordoviciano Inferiore (circa 550 milioni di anni fa) al Triassico Superiore. La maggiore frequenza, diffusione e differenziazione di questo gruppo va dall'Ordoviciano al Devoniano.

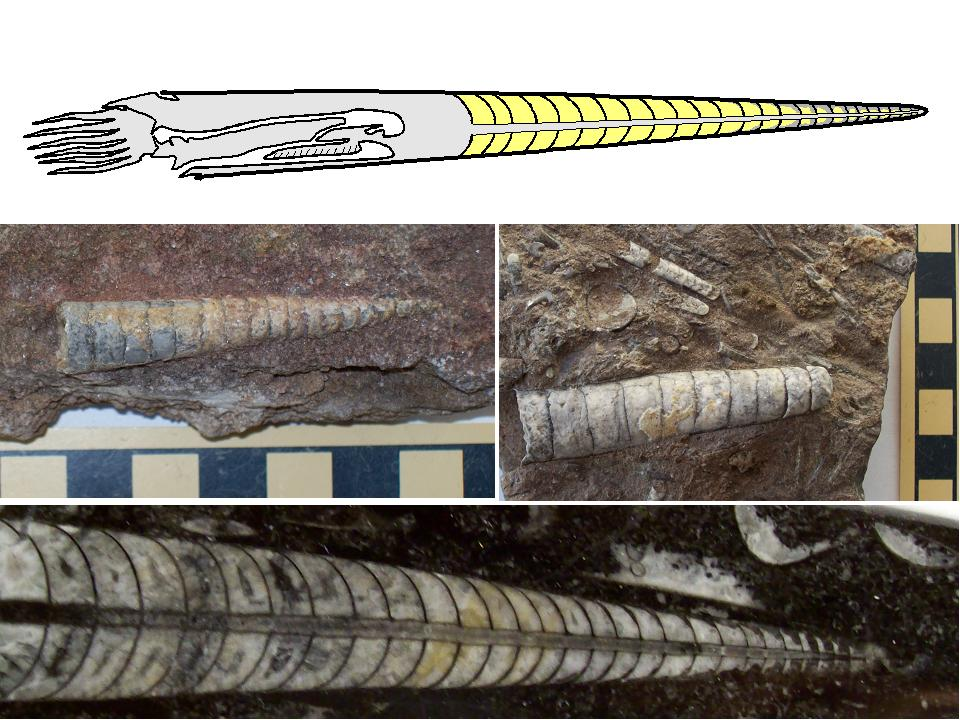
Nautiloidi ortoceratidi appartenenti al genere Geisonoceras Hyatt. In alto: ricostruzione ideale in posizione di vita. Nella fascia centrale: due esemplari fossili (scala in centimetri): si tratta di modelli interni di fragmocono (la parte concamerata della conchiglia), con a sinistra la parte apicale, a destra la parte adorale conservata. In basso: sezione lucida di fragmocono, nella quale sono visibili i setti con colletti settali ortocoanitici e anelli di connessione cilindrici, il sifone, i depositi endocamerali (nella parte apicale).